# Dasypoda visnaga
Dasypoda visnaga is een vliesvleugelig insect uit de familie Melittidae. De wetenschappelijke naam van de soort is voor het eerst geldig gepubliceerd in 1790 door Rossi.